# Balloria
Balloria (oficialmente en asturiano: Vallouria) es un lugar español de la parroquia de Ardesaldo, perteneciente al municipio de Salas, en la comunidad autónoma de Asturias.

## Historia
Hacia mediados del siglo XIX, el lugar ya pertenecía a la parroquia de Ardesaldo del municipio de Salas. Aparece descrito en el decimoquinto volumen del Diccionario geográfico-estadístico-histórico de España y sus posesiones de Ultramar de Pascual Madoz con las siguientes palabras:

VALLORIA: l. en la prov. de Oviedo, ayunt. de Salas y felig. de Sta. María de Ardesaldo (V.).
(Madoz, 1849, p. 606)

En 2023, la entidad singular de población de Balloria tenía empadronados 14 habitantes, todos ellos diseminados.